# Eparchia di Jbeil
L'eparchia di Jbeil (in latino Eparchia Bybliensis Maronitarum) è una sede della Chiesa maronita in Libano. Nel 2023 contava 145.000 battezzati. È retta dall'eparca Michel Aoun.

## Territorio
L'eparchia comprende il distretto di Jbeil in Libano.
Sede eparchiale è la città di Jbeil, dove si trova la cattedrale di San Giovanni Marco.
Il territorio è suddiviso in 83 parrocchie.

## Storia
Jbeil era nota in epoca romano/bizantina con il nome di Byblos, e in epoca medievale come Gibel (Giblet) o Zibelet.
Fino al XVIII secolo il patriarcato maronita era solo formalmente suddiviso in eparchie: di fatto i vescovi erano tutti considerati come ausiliari del patriarca, l'unica vera guida della nazione maronita. Sono attestati dalle fonti alcuni vescovi maroniti con il titolo di Byblos, tra cui Giuseppe (1673), Giovanni Abacuch (1694), un altro Giuseppe (1699) e Filippo (1736).
In più occasioni Propaganda Fide era intervenuta per ordinare la suddivisione canonica del patriarcato, sull'esempio degli altri patriarcati orientali, ma i suoi decreti erano rimasti lettera morta. Solo nel sinodo del Monte Libano del 1736 furono istituite canonicamente le eparchie in numero di 8, oltre la sede patriarcale, e per ciascuna furono definite anche le giurisdizioni territoriali. Tra le diverse eparchie fu istituita anche quella di Gibail, unita a quella di Batrun: primo vescovo delle diocesi unite fu Stefano El Douaihy.
Il sinodo patriarcale di Ghosta del 1768 confermò l'unione delle due eparchie. In questa occasione le due sedi avevano come vescovo Antonio Mohasseb. In occasione del sinodo di Ain-Chaqiq le sedi erano vacanti, ma quattro anni dopo il vescovo Paolo Stefano fu presente al sinodo patriarcale di Békorki. Nel sinodo di Losaisch del 1818 partecipò il vescovo Germano Tabet di Gibail e Batrun, ancora documentato nel 1823.
Nel 1848 la sede di Gibail e Batrun divenne eparchia propria del patriarca dei Maroniti, che aveva posto la sua residenza nel distretto di Batrun, e che governò le due diocesi tramite due vicari patriarcali.
Alla fine del XIX secolo l'eparchia contava tra 60 e 70.000 fedeli, 470 preti, 18 conventi maschili con 216 religiosi, e 2 monasteri femminili con 58 religiose.
Il 9 giugno 1990 è stata separata da Batrun, divenendo per la prima volta circoscrizione ecclesiastica autonoma, e ha assunto il nome attuale. Primo vescovo della diocesi indipendente è stato Béchara Boutros Raï che nel 2011 è stato eletto patriarca della Chiesa maronita.

## Cronotassi dei vescovi
Si omettono i periodi di sede vacante non superiori ai 2 anni o non storicamente accertati.
- Giuseppe † (menzionato il 12 giugno 1673)
- Giovanni Abacuch † (menzionato nel 1694)
- Giuseppe † (menzionato il 5 ottobre 1699)
- Filippo † (menzionato nel 1736)
- Stefano El Douaihy † (1736 - dopo il 1746[4])[5]
- Antonio Mohasseb † (menzionato nel 1768)[5]
- Paolo Stefano † (prima del 1790 - dopo il 1809)[5]
- Germano Tabet † (prima del 1818 - dopo il 1823)[5]
  - Sede propria del patriarca (1848-1990)
- Béchara Boutros Raï, O.M.M. (9 giugno 1990 - 15 marzo 2011 confermato patriarca di Antiochia)
- Michel Aoun, dal 16 gennaio 2012

## Statistiche
L'eparchia nel 2023 contava 145.000 battezzati.
| anno | popolazione | popolazione | popolazione | presbiteri | presbiteri | presbiteri | presbiteri                | diaconi | religiosi | religiosi | parrocchie |
| anno | battezzati  | totale      | %           | numero     | secolari   | regolari   | battezzati per presbitero | diaconi | uomini    | donne     | parrocchie |
| ---- | ----------- | ----------- | ----------- | ---------- | ---------- | ---------- | ------------------------- | ------- | --------- | --------- | ---------- |
| 1990 | 477.000     | ?           | ?           | 173        | 134        | 39         | 2.757                     |         | 71        | 232       | 188        |
| 1999 | 250.000     | ?           | ?           | 67         | 52         | 15         | 3.731                     |         | 19        | 42        | 86         |
| 2000 | 250.000     | ?           | ?           | 84         | 56         | 28         | 2.976                     |         | 31        | 42        | 86         |
| 2001 | 250.000     | ?           | ?           | 92         | 55         | 37         | 2.717                     |         | 40        | 42        | 86         |
| 2003 | 250.000     | ?           | ?           | 94         | 59         | 35         | 2.659                     |         | 40        | 60        | 86         |
| 2004 | 250.000     | ?           | ?           | 94         | 59         | 35         | 2.659                     |         | 40        | 65        | 86         |
| 2006 | 250.000     | ?           | ?           | 100        | 60         | 40         | 2.500                     |         | 45        | 45        | 88         |
| 2009 | 250.000     | ?           | ?           | 101        | 60         | 41         | 2.475                     |         | 49        | 40        | 88         |
| 2013 | 160.000     | ?           | ?           | 96         | 68         | 28         | 1.666                     | 1       | 30        | 65        | 68         |
| 2016 | 160.000     | ?           | ?           | 103        | 64         | 39         | 1.553                     |         | 43        | 72        | 68         |
| 2019 | 155.000     | ?           | ?           | 128        | 70         | 58         | 1.210                     | 3       | 63        | 95        | 82         |
| 2021 | 155.000     | ?           | ?           | 112        | 69         | 43         | 1.383                     | 5       | 46        | 71        | 83         |
| 2023 | 145.000     | ?           | ?           | 112        | 69         | 43         | 1.294                     | 5       | 53        | 71        | 83         |